# بژتین
بژتین (به روسی: Бежтинский участок) یک بخشداری در جنوب غربی جمهوری داغستان روسیه است که در منطقه‌ای کوهستانی قرار دارد. سرچشمهٔ رودخانهٔ آوار کویسو در این شهرستان قرار دارد. این شهرستان در میان رشته کوه قفقاز بزرگ در ارتفاع ۱۵۰۰ تا ۳۵۰۰ متری از سطح دریا قرار دارد. این شهرستان با شهرستان‌های تسونتین و تلیاراتین در داغستان همجوار است و از غرب نیز همسایهٔ گرجستان است. مرکز اداری این بخشداری دهکدهٔ بژتا در شهرستان تسونتین است. این بخشداری در سال ۱۹۹۲ برپا گردید. بخشدار این بخش شخبان ماگومدویچ شخبانف است. ترکیب قومیتی آنها شامل بژتین‌ها و گونزیب‌ها است. مساحت این بخشداری ۵۷۵ کیلومتر مربع است.